# Oecetis lingua
Oecetis lingua är en nattsländeart som beskrevs av Schmid 1958. Oecetis lingua ingår i släktet Oecetis och familjen långhornssländor. Inga underarter finns listade i Catalogue of Life.